# Matías Jones
Matías Martín Jones Mourigián, noto semplicemente come Matías Jones (Montevideo, 1º luglio 1991), è un calciatore uruguaiano, centrocampista dell'Hoogeveen.